# Sonja Cupec
Sonja Cupec (Osijek, 1947), urbanistica. Najveći dio radnog vijeka provela je u osječkom Zavodu za prostorno planiranje, a uz to je bila i predsjednica Urbanističkog društva Slavonije i Baranje, Društva urbanista Hrvatske, Savjeta za prostorno uređenje i zaštitu okoliša Slavonsko-baranje županije te član Odbora parka Kopački rit. Od 2005. je u mirovini, a u 35 godina rada ostavila je snažan trag na području prostornog planiranja i urbanizma te dala velik doprinos stvaranju kulture prostornog planiranja na području te regije. 
Za Dan Grada Osijeka (2. XII. 2006) dodijeljena joj je Zlatna plaketa Grb Grada Osijeka na području prostornog planiranja i urbanizma.
Izvor:
- "Javna priznanja Grada Osijeka...", Osječki dom, VI, 769, 9 - Osijek, 12-14. XI. 2005.